# Пісня першого кохання
«Пісня першого кохання» (вірм. «Առաջին սիրո երգը») — вірменський радянський чорно-білий художній фільм режисерів Юрія Єрзінкяна і Лаерта Вагаршяна. Фільм вийшов на екрани кінотеатрів в 1958 році.

## Сюжет
Старий єреванський двір. Свій світ. Молодий співак Арсен Варунц (актор Хорен Абрамян), який рано пізнав славу, не може впоратися з її тягарем. Розпадається сім'я, пропадає голос. Люблячий дружину Арсена молодий архітектор допомагає йому знову знайти віру у свій талант і повернути любов дружини.

## У ролях
- Хорен Абрамян — Арсен
- Грач'я Нерсесян — Варунц
- Емілія Судакова — Рузанна
- Семен Соколовський — Варужан
- Вагарш Вагаршян — Мелік-Нубарян
- Ольга Гулазян — мати Варужана
- А. Согомонян — Онік
- Микола Тер-Семенов — Маміконян
- Верджалуйс Міріджанян — Парандзем
- Тамара Кіманян-Ланько — Офелія
- А. Селімханов — Додік
- Іван Грікуров — екскаваторник
- Т. Бахчинян — епізод
- Анна Гарагаш — епізод
- Гурген Ген-Шахназарян — епізод
- Татул Ділакян — епізод
- Амасій Мартиросян — епізод
- Мурад Костанян — епізод

Пісні виконує Сергій Давидян.

## Знімальна група
- Автори сценарію: Ж. Акопян, Яків Волчек
- Режисери: Юрій Єрзінкян, Лаерт Вагаршян
- Оператор-постановник: Арташес Джалалян
- Художник: Валентин Подпомогов
- Композитори: Арно Бабаджанян, Лазар Сар'ян
- Тексти пісень: Н. Адамян, Гарольд Регістан
- Звукорежисер: Ніна Джалалян
- Монтаж: Валентина Айказян